# 앙스틀로흐

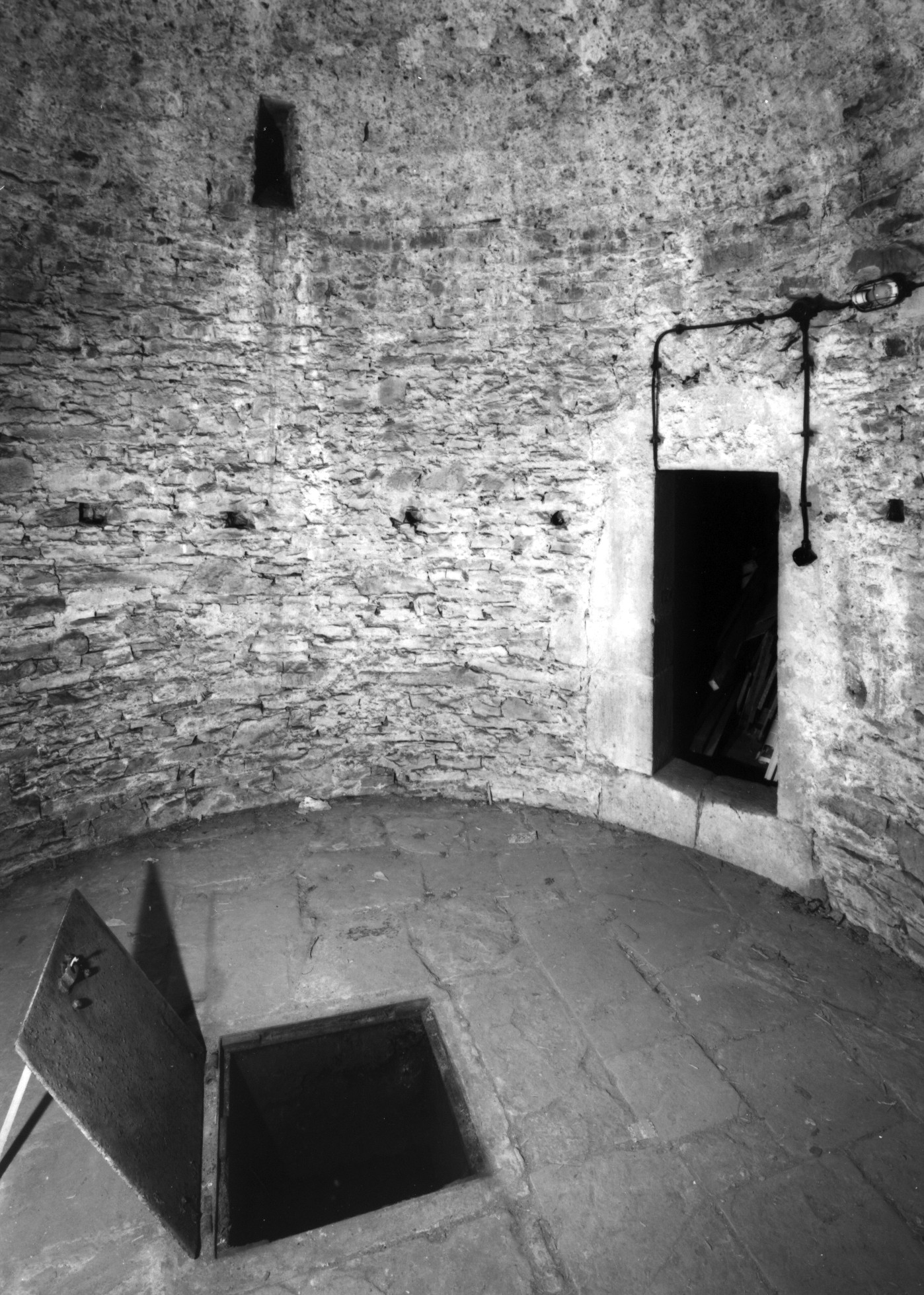
빌덴부르크성의 앙스틀로흐.

앙스틀로흐(독일어: angstloch)는 중세 성관이나 요새성에서 건축의장으로 사용되는, 바닥에 뚫은 작은 구멍이다. 지하실 따위로 연결되곤 한다.
19세기 이후 낭만화된 중세물에서는 앙스틀로흐를 우블리에트의 입구와 동일시해서 서술하곤 하는데, 모든 앙스틀로흐가 지하고문실의 입구라고 판단할 만한 물증은 없다. 오히려 현재까지 남아있는 유적들을 보면 지하저장고 같은 평범한 용도의 지하실에 드나들기 위한 통로인 경우가 더 많다. "앙스틀로흐"라는 독일어를 직역하면 “공포의 구멍”이지만, 그보다는 라틴어로 “좁다”를 의미하는 angustus와 독일어로 “구멍”인 Loch가 결합되어 “좁은 구멍”이라는 뜻일 가능성이 더 높다.